# Дворец Рогана
Дворец Рогана (фр. Palais Rohan) — резиденция в стиле барокко, расположенная в самом центре Страсбурга, непосредственно рядом со Страсбургским собором. Во дворце находятся три важнейших музея города — археологический, Музей прикладного искусства (который некогда возглавлял Робер Форрер) и Музей изобразительного искусства. Здание имеет три надземных этажа и один цокольный (отдан под коллекции Археологического музея).
Дворец строился в период с 1731 по 1742 год архитектором Жозефом Массолем по проекту Робера де Кота для кардинала де Рогана. Он был возведён на месте средневековой архиепископской резиденции, строительство которой было начато в XIII веке.
В 1744 году в дворце останавливался французский король Людовик XV, в 1770 году — королева Мария-Антуанетта. В 1805, 1806 и в 1809 годах здесь бывал император Наполеон I и его первая супруга Жозефина Богарне. По указанию Наполеона помещения и залы дворца были украшены и переделаны по его вкусу. В 1810 году здесь провела свою первую ночь на французской земле вторая супруга Наполеона — Мария-Луиза. В 1828 году здесь останавливается французский король Карл X.
После вхождения Эльзаса в состав Германии (1870) во дворце с 1872 по 1898 год располагались основные службы и отделения немецкого Страсбургского университета. Затем здание использовалось как помещение для императорских музеев, в том числе и для вновь созданной картинной галереи — вместо полностью сгоревшего во время обстрела прусской артиллерией Страсбурга 24 августа 1870 года городского художественного собрания. Во время Второй мировой войны, 11 августа 1944 года, Дворец Роган был сильно повреждён во время налёта англо-американской авиации. Восстановительные работы были полностью завершены лишь в 1990-х годах.

## История
Дворец Рогана построен в XVIII веке, в классическом стиле, в 1732—1742 годах архитектором Робером де Котом по заказу принца-епископа Армана Гастона Максимилиана де Рогана для замены предыдущего епископского дворца.
В 1704 году, Арман Гастон де Роган приобрёл несколько зданий рядом с Кафедральным собором. В 1727 году он снёс здания на берегу реки Илль и построил на их месте дворец. Робер де Кот разрабатывает план, Лоран Гурланд руководит строительными работами. Позже, его заменит Джозеф Массол. Строительство, начавшееся в 1732 году завершиться спустя 10 лет.
Во время Французской революции здание служило местом заключения. 21 декабря 1794 года состоялось торжественное открытие императорской школы военной медицинской службы в Страсбурге, предназначенной для подготовки медицинских офицеров. После поражения в 1870 году, школу перевели в Лион.
3 апреля 2009 года, во Дворце во время саммита НАТО Страсбург-Кель состоялась первая официальная встреча президента Французской Республики Николя Саркози и новоизбранного президента США Барака Обамы.

## Внутренняя часть

### Главные апартаменты
Парадные апартаменты предназначены для короля или именитых гостей, с которыми встречался кардинал. Апартаменты выходят на южную сторону, на террасу с видом на реку Иль.

#### Зал Синода
Зал Синода фактически состоит из двух комнат-близнецов, комнаты охраны и столовой, разделенных аркадами. Среди шедевров представленных во дворце, Две вазы из китайского фарфора с сине-белым узором, принадлежащие к эпохе Мин, конец XVII века говорят о любви кардинала к искусству Дальнего Востока.

#### Гостиная епископов
Гостиная епископов выполняет роль второй прихожей перед королевской спальней, как например в Версальском салоне «Око-де-Беф». В довольно простых отделках из белого и золотого дерева были помещены портреты семи предшественников кардинала и его собственный. Сохранился только один из них, остальные были уничтожены в 1773 году и позже были заменены аллегориями Джозефа Меллинга. Дворец был превращен в ратушу, а гостиная епископов - в зал заседаний городского совета. Они олицетворяют шесть гражданских добродетелей: благоразумие, мир, бессмертие, согласие, усердие и публичное Блаженство. В отличие от картин, восемь бюстов римских императоров (копии XVII века) сохранили свое первоначальное местоположение, которое хотел кардинал.

#### Палата короля
Известная, как палата на возвышении при старом режиме, является престижным помещением, функция которого напрямую основана на этикете, используемом в Версальском дворце. Служило местом для церемонии восхода и заката принца. Палата выделяется своей отделкой из резного дуба, окрашенного в золотой цвет, а также лепным потолком в стиле рококо. В задней части комнаты королевский альков обращен к трем окнам, выходящим на Иль. Его обрамляют рифленые колонны, окрашенные под искусственный мрамор, увенчанные коринфскими капителями и соединенные бело-золотой балюстрадой. Три гобелена из "Истории Константина" - сюиты из восьми гобеленов с карикатур Рубенса, украшают заднюю часть алькова. Приобретенные кардиналом де Роганом в 1738 году, они были изготовлены в парижских мастерских Фобур Сен-Марсель. Картины на фронтонах окон - оригиналы Пьера-Игнаса Парроселя, художника из большой семьи художников из Авиньона, которого кардинал привез из Рима в 1740 году, где молодой человек проходил обучение.

#### Зал для собраний
Большой настенный гобелен является частью серии из восьми гобеленов “История Константина”, украшающей большие апартаменты. Изображает битву при Пон-Молле (или битву при Пон-Мильвиусе).

#### Библиотека
Еще четыре гобелена из серии о жизни Константина, изображают свадьбу Константина, Явление Христа, Святую Елену и истинный крест и Крещение Константина. Два портрета королей - Людовика XIV и Людовика XV стоят друг напротив друга. Это копии работ Гиацинта Риго, выполненных Пьером Лежандром. Бюст кардинала де Рогана, выполненный Эдме Бушардоном в 1730 году.

#### Часовня
Часовня примыкает к библиотеке. Украшена узорами из скальолы и тремя копиями в соответствии с Корреджо, порученными Роберу де Сери (1686—1733 гг.): Рождество Христово, Богородица со святым Иеронимом и святой Магдалиной и Отдых на пути в Египет (1724 г.). Ковер в турецком стиле выполнен мануфактурой Обюссона в 1743 году.

### Малые апартаменты
Апартаменты принца-епископа выходят на север со стороны двора чести.

#### Прихожая Князя-епископа
Данная комната служила прихожей в частной квартире при кардиналах, а затем небольшой столовой при империи. После сильных повреждений, нанесенными во время бомбардировки в 1944 году, комната подверглась серьезным реставрационным работам, мебель не сохранилась. В частности, старая печь была заменена аналогичной фаянсовой печью в форме обелиска, изготовленной на мануфактуре Аккер в Страсбурге около 1771 года.

#### Спальня Наполеона I
Первоначально эта комната была кабинетом принца-епископа, а во времена Империи стала известна как "спальня Наполеона". Говорят, что здесь останавливались несколько знатных гостей: Наполеон в 1805, 1806 и 1809 годах; Карл X с 7 по 8 сентября 1828 года; король-гражданин Луи-Филипп с 18 по 21 июня 1831 года. Из новой мебели, спроектированной Якобом-Десмальтером в 1807 году, осталась только кровать. В 1809 году парижский краснодеревщик также изготовил стулья, которые впервые были использованы в гостиной императрицы на втором этаже. Согласно тому же источнику, император никогда не занимал эту комнату.

## Музеи
Во Дворце Рогана сегодня расположены три музея:
- Музей декоративно-прикладного искусства содержит, с одной стороны, оригинальные королевские и кардинальские апартаменты, а с другой стороны, коллекцию керамики, ювелирных изделий и мебели, а также часовой зал с остатками первых или вторых астрономических часов в Страсбургском соборе.
- Музей изящных искусств, в котором представлена очень красивая коллекция картин XIV—XIX веков (Боттичелли, Джотто, Мемлинг, Эль Греко, Каналетто, Корреджо, Коро, Ван Дейк, Гойя, Рубенс...).
- Археологический музей, расположенный с конца девятнадцатого века в подвале дворца Рогана. Этот музей является одним из самых богатых во Франции по "Национальному антиквариату". После полной музеографической перестройки всей коллекции в 1992 году, музей предлагает открыть двери в отдалённое прошлое Эльзаса, начиная с доисторических времен (- 600 000 лет) до средних веков (800 г. н. э.).